# Venus von Moravany

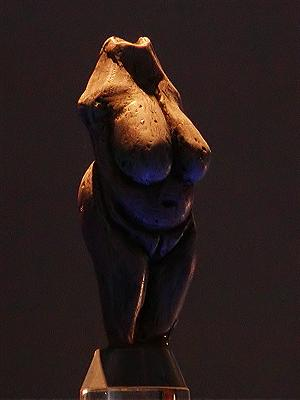
Die Venus von Moravany im Slowakischen Nationalmuseum in Bratislava

Die Venus von Moravany (slowakisch Moravianska venuša) ist eine Venusfigurine, die nahe Moravany nad Váhom in der Slowakei gefunden wurde. Das geschätzte Alter der Figurine liegt bei 22.800 Jahren, sie besteht aus Mammutelfenbein. Vergleichbare Funde der näheren Umgebung sind die Venus von Willendorf in Niederösterreich und die Venus von Dolní Věstonice in Tschechien nahe Břeclav. Die 7,6 cm große Statuette wurde im Jahr 1938 gefunden und befindet sich heute als ältestes Kunstwerk der Slowakei im Slowakischen Nationalmuseum in Bratislava.